# Stivalius ahalae
Stivalius ahalae är en loppart som först beskrevs av Rothschild 1904.  Stivalius ahalae ingår i släktet Stivalius och familjen Stivaliidae. Inga underarter finns listade i Catalogue of Life.